# 阳景
陽景，五胡十六国時代前燕人物，遼東郡人。
陽景在鮮卑慕容部大人慕容皝属下担任郎中令。336年九月，慕容皝派遣阳景与长史刘斌充当使者，护送东晋使者王齐、徐孟等人返回建康。